# Mount Wilbanks
Mount Wilbanks ist ein 720 m hoher, hügelförmiger und teilweise vereister Berg im westantarktischen Marie-Byrd-Land. Mit seiner felsigen und unvereisten Ostflanke bildet er den östlichen Ausläufer der Kohler Range.
Luftaufnahmen, die bei der US-amerikanischen Operation Highjump (1946–1947) im Januar 1947 entstanden, dienten dem United States Geological Survey für eine erste grobe Kartierung. Das Advisory Committee on Antarctic Names benannte den Berg 1967 nach John R. Wilbanks, der als Geologe im Rahmen des United States Antarctic Research Program zwischen 1966 und 1967 in diesem Gebiet tätig war.